# Si-o-se-pol
Le Si-o-se-pol (en persan : سی‌وسه‌پل, « pont aux trente-trois [arches] ») ou pont Allahverdi-Khan (en persan : پل الله‌وردی‌خان / Pol-e Allahverdikhan), est l'un des onze ponts d'Ispahan, en Iran. C'est l'un des ponts les mieux connus de la dynastie des Séfévides. Le Si-o-se-pol est un pont en arc à double niveau.
Il a été érigé par ordre du premier ministre géorgien de Chah Abbas, Allahverdi Khan, vers 1608. Il se place dans la continuité du Chāhār Bāgh. Avec ses arcades, dans les côtés et dans la base, il offre ainsi une possibilité de promenade à plusieurs niveaux, selon la hauteur de l’eau. Il sert de lieu de passage, mais aussi de barrage pour réguler le cours de la rivière. En le traversant, l’eau produit un effet de grandes fontaines grâce aux emmarchements. À côté se trouve un talār, le « kiosque des miroirs », d’où le souverain pouvait observer la rivière.

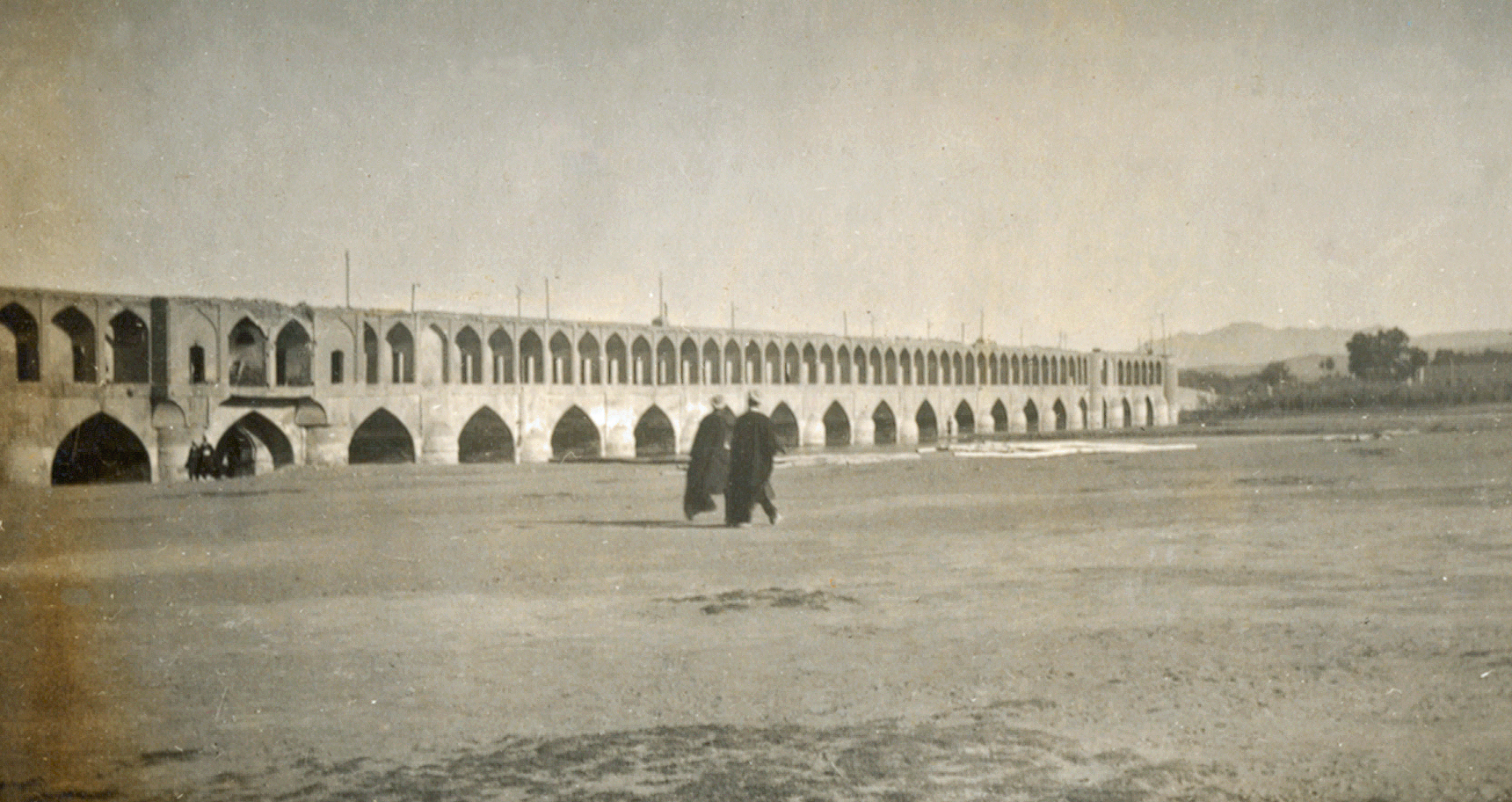
Le Si-o-se-pol dans les années 1930.